# Weesen
Weesen é uma comuna da Suíça, no Cantão São Galo, com cerca de 1.433 habitantes. Estende-se por uma área de 5,39 km², de densidade populacional de 266 hab/km². Confina com as seguintes comunas: Amden, Filzbach (GL), Mollis (GL), Niederurnen (GL), Schänis.
A língua oficial nesta comuna é o Alemão.